# Łomnicka Szczerbinka
Łomnicka Szczerbinka (słow. Lomnická štrbinka) – wąska przełęcz w górnym fragmencie południowej grani Łomnicy w słowackiej części Tatr Wysokich. Oddziela od siebie kopułę szczytową Łomnicy na północy i Łomnickiego Kopiniaczka na południu. Od Łomnickiej Szczerbinki na północ grań wznosi się bardzo stromo do głównego wierzchołka masywu.
Przełęcz jest wyłączona z ruchu turystycznego. Z zachodnich stoków Łomnickiej Szczerbinki opada 100-metrowy Komin Petrika, kończący się w okolicy Trawnika pod Żółtymi Plamami. Jego dolny fragment oddziela od siebie wielkie Żółte Plamy w ścianie Łomnickiego Kopiniaczka od Różowych Plam – innej charakterystycznej formacji w zachodniej ścianie Łomnicy. Poniżej Trawnika pod Żółtymi Plamami, w linii Komina Petrika, znajduje się Komin Sawickiego. Nazwy tych kominów upamiętniają Vladimíra Petríka i Jana Sawickiego, którzy pokonali je jako pierwsi. Najdogodniejsza droga dla taterników na Łomnicką Szczerbinkę prowadzi od wschodu z południowych stoków Łomnicy, możliwe jest też wejście na przełęcz z przeciwnej strony ze Żlebu Téryego przez Trawnik pod Żółtymi Plamami i Komin Petrika.
Pierwsze wejścia (przy wejściu granią):
- letnie – Wincenty Birkenmajer, 8 czerwca 1930 r.,
- zimowe – Valerian Karoušek i Jaroslav Sláma, 11 kwietnia 1952 r.[2]